# Deffersdorf
Deffersdorf ist ein Gemeindeteil der Gemeinde Wieseth im Landkreis Ansbach (Mittelfranken, Bayern). Die Gemarkung Deffersdorf hat eine Fläche von 6,762 km². Sie ist in 792 Flurstücke aufgeteilt, die eine durchschnittliche Fläche von 8537,71 m² haben. In ihr liegen neben dem namensgebenden Ort die Gemeindeteile Häuslingen, Mittelschönbronn und Zirndorf und die Orte Pfeifhaus und Urbansmühle.

## Geographie
Durch das Dorf fließt der Rotbach, ein linker Zufluss der Wieseth. Im Norden liegt das Waldgebiet Brand, im Südwesten grenzt das Bodenfeld an. 0,5 km südlich erhebt sich der Eberleinsberg (485 m ü. NHN). Eine Gemeindeverbindungsstraße führt zur Staatsstraße 2248 (0,6 km westlich) bzw. nach Reichenau zur Kreisstraße AN 54 (2 km nördlich). Weitere Gemeindeverbindungsstraßen führen nach Forndorf zur Staatsstraße 2222 (1,6 km südlich) und nach Sachsbach zur AN 54 (2 km östlich).

## Geschichte
1392 kaufte das Kloster Heilsbronn dort Güter von Seitz von Zupplingen und von Brandt von Kemnathen. Ulrich von Muhr schenkte dem Kloster Gefälle in dem Ort.
Deffersdorf lag im Fraischbezirk des ansbachischen Oberamtes Feuchtwangen. 1732 gab es 14 Anwesen (1 Hof, 8 Halbhöfe, 4 Güter, 1 Gut mit Schmiede). Die Dorf- und Gemeindeherrschaft und die Grundherrschaft über alle Anwesen übte das Verwalteramt Waizendorf aus. An den Verhältnissen hatte sich bis zum Ende des Alten Reiches nichts geändert. Von 1797 bis 1808 unterstand der Ort dem Justiz- und Kammeramt Feuchtwangen. 
Mit dem Gemeindeedikt (frühes 19. Jahrhundert) wurde Deffersdorf dem Steuerdistrikt Gräbenwinden und der Ruralgemeinde Oberschönbronn zugeordnet. Im Zuge der Gebietsreform in Bayern wurde Oberschönbronn am 31. Dezember 1971 aufgelöst und Deffersdorf nach Wieseth eingegliedert.

### Einwohnerentwicklung
| Jahr      | 001818 | 001840 | 001861 | 001871 | 001885 | 001900 | 001925 | 001950 | 001961 | 001970 | 001987 | 002006 |
| Einwohner | 74     | 96     | 84     | 83     | 90     | 76     | 84     | 121    | 84     | 86     | 85     | 79     |
| Häuser    | 13     | 14     |        |        | 14     | 14     | 15     | 16     | 16     |        | 19     |        |
| Quelle    | [ 12 ] | [ 13 ] | [ 14 ] | [ 15 ] | [ 16 ] | [ 17 ] | [ 18 ] | [ 19 ] | [ 20 ] | [ 21 ] | [ 22 ] | [ 1 ]  |

## Religion
Der Ort ist seit der Reformation evangelisch-lutherisch geprägt und bis heute nach St. Wenzeslaus (Wieseth) gepfarrt. Die Einwohner römisch-katholischer Konfession waren ursprünglich nach St. Jakobus der Ältere (Elbersroth) gepfarrt, heute ist die Pfarrei Herz Jesu (Bechhofen) zuständig.